# 甘肃双盖蕨
甘肃双盖蕨（学名：Diplazium kansuense）也称甘肃短肠蕨，为蹄盖蕨科双盖蕨属下的一个种。